# Муравлинка
Муравлинка (укр. Муравлинка) — село,
Староверовский сельский совет,
Нововодолажский район,
Харьковская область, Украина.
Код КОАТУУ — 6324285503. Население по переписи 2001 года составляет 193 (77/116 м/ж) человека.

## Географическое положение
Село Муравлинка находится между реками Берестовая и Берестовенька в балке Гусева по которой протекает пересыхающий ручей с запрудой.
Через село проходит автомобильная дорога Т-2118.

## Экономика
- В 1992 году в староверовском колхозе "Путь Ленина" работала муравлинская бригада.[1]
- Зернохранилище амбарного типа ЧАО «Семенное».
- Животноводческая ферма ЧАО «Семенное».

## Объекты социальной сферы
- Фельдшерско-акушерский пункт.
- Магазин.
- Клуб.

## Достопримечательности
- Братская могила советских воинов. Похоронено 150 воинов.
- Крепость Св. Парасковеи.
- Вал Украинской оборонительной линии.

## Известные люди
- Азаренков, Николай Алексеевич (род. 1951) — физик, академик Национальной академии наук Украины